# Бур (буква)
Бур (𐍑, коми бук или коми бур, также бар, бук и буб) — вторая буква древнепермского алфавита, использовавшегося для записи языка коми и в качестве тайнописи старорусского языка. От названий этой и предыдущей букв алфавита, ан (а) и бур, образовано одно из названий древнепермского письма — анбур (абур).

## Использование
Буква 𐍑 обозначала звук [b], что соответствует кириллической букве Б б в алфавите Молодцова и современном алфавите. В русских тайнописных текстах также соответствует кириллической б.
Также использовалась для обозначения числа 2 (иногда в сочетании с титлом, аналогично кириллической системе счисления).

## Название
В различных списках встречаются варианты названий букъ, буръ и бубъ (шуй-вариант, близкий к древнепермскому оригиналу и вычегодскому диалекту), а также баръ и, гипотетически, бакъ (шой-вариант, близкий к сысольскому диалекту). В. И. Лыткин полагает, что первоначальным названием буквы было бук или бур. Бук в переводе с языка коми означает ‘плесень’, а бур — ‘хороший’.

## Начертание
Происхождение буквы, предположительно, связано с русской буквой ф и, через неё, с греческой буквой φ.
В древнепермских записях ферапонтовского списка «Сорока бесед на Евангелие» Григория Синаита  буква имеет короткую вертикальную черту над округлой частью, а в записях Гаврилы Кылдася в усть-вымском списке «Постнических слов» Исаака Сирина — напротив, длинную.

## Кодировка
Буква была закодирована в блоке Юникода «Древнепермское письмо» (англ. Old Permic) в версии 7.0, вышедшей 16 июня 2014 года, под кодом U+10351.